# Discografia de Netinho
A discografia de Netinho, um cantor de axé brasileiro, compreende onze álbuns de estúdio, quatro álbuns ao vivo, dois DVDs e sete coletâneas em uma carreira solo iniciada em 1993, após quatro anos como líder da Banda Beijo entre 1988 e 1992. Seu álbum de maior impacto foi Netinho ao Vivo! (1997), que vendeu 2 milhões de cópias e extraiu singles de sucesso como "Preciso de Você", "Milla" e o relançamento de "Beijo na Boca", que havia sido lançada em 1988, quando Netinho foi vocalista da Banda Beijo e não teve repercussão nacional na época.

## Álbuns

### Álbuns de estúdio
| Álbum                       | Detalhes                                                                                     | Vendas      | Certificações     |
| --------------------------- | -------------------------------------------------------------------------------------------- | ----------- | ----------------- |
| Um Beijo pra Você           | - Lançamento: 4 de janeiro de 1993 - Formatos: CD, cassete - Gravadora: PolyGram             | - : 100.000 | - PMB: Ouro       |
| Nada Vai Nos Separar        | - Lançamento: 13 de fevereiro de 1994 - Formatos: CD, cassete - Gravadora: PolyGram          | - : 500.000 | - PMB: 2× Platina |
| Netinho                     | - Lançamento: 27 de julho de 1995 - Formatos: CD, cassete - Gravadora: PolyGram              |             |                   |
| Me Leva                     | - Lançamento: 5 de setembro de 1997 - Formatos: CD, cassete - Gravadora: PolyGram            | - : 250.000 | - PMB: Platina    |
| Rádio Brasil                | - Lançamento: 7 de setembro de 1998 - Formatos: CD, cassete - Gravadora: Universal           | - : 100.000 | - PMB: Ouro       |
| Clareou                     | - Lançamento: 18 de setembro de 1999 - Formatos: CD - Gravadora: Universal                   |             |                   |
| Corpo / Cabeça              | - Lançamento: 22 de novembro de 2000 - Formatos: CD - Gravadora: Universal                   |             |                   |
| Outra Versão                | - Lançamento: 16 de maio de 2005 - Formatos: CD - Gravadora: Bem Bolado                      | - : 30.000  |                   |
| Minha Praia                 | - Lançamento: 8 de setembro de 2008 - Formatos: CD, download digital - Gravadora: Bem Bolado |             |                   |
| Uma Noite no Forró Elétrico | - Lançamento: 15 de maio de 2012 - Formatos: CD - Gravadora: Bem Bolado                      |             |                   |
| Beats, Baladas & Balanços   | - Lançamento: 27 de janeiro de 2014 - Formatos: CD, download digital - Gravadora: Bem Bolado |             |                   |

### Álbuns de ao vivo
| Álbum                    | Detalhes                                                                                     | Vendas        | Certificações   |
| ------------------------ | -------------------------------------------------------------------------------------------- | ------------- | --------------- |
| Netinho ao Vivo!         | - Lançamento: 9 de agosto de 1996 - Formatos: CD, cassete - Gravadora: Polygram              | - : 2.000.000 | - PMB: Diamante |
| Terra Carnavális         | - Lançamento: 1 de novembro de 2001 - Formatos: CD - Gravadora: Universal                    |               |                 |
| Por Inteiro              | - Lançamento: 12 de julho de 2007 - Formatos: CD - Gravadora: Bem Bolado                     |               |                 |
| Netinho e a Caixa Mágica | - Lançamento: 20 de outubro de 2010 - Formatos: CD, download digital - Gravadora: Bem Bolado |               |                 |

### Coletâneas
| Álbum                          | Detalhes                                                                   |
| ------------------------------ | -------------------------------------------------------------------------- |
| Minha História                 | - Lançamento: 1997 - Formatos: CD - Gravadora: PolyGram                    |
| Total - O Melhor de Netinho    | - Lançamento: 1997 - Formatos: CD - Gravadora: Universal                   |
| 20 Grandes Sucessos de Netinho | - Lançamento: 1998 - Formatos: CD - Gravadora: Universal                   |
| Sem Limite                     | - Lançamento: 2001 - Formatos: CD - Gravadora: Universal                   |
| Novo Millennium                | - Lançamento: 1997 - Formatos: CD - Gravadora: Universal                   |
| Axé Bahia: Netinho             | - Lançamento: 2005 - Formatos: CD - Gravadora: Universal                   |
| Prefixo de Verão               | - Lançamento: 2013 - Formatos: CD, download digital - Gravadora: Universal |

### Álbuns de vídeo
| Álbum                    | Detalhes                                                                    |
| ------------------------ | --------------------------------------------------------------------------- |
| Por Inteiro              | - Lançamento: 12 de julho de 2007 - Formatos: DVD - Gravadora: Bem Bolado   |
| Netinho e a Caixa Mágica | - Lançamento: 20 de outubro de 2010 - Formatos: DVD - Gravadora: Bem Bolado |

## Singles

### Como artista principal
| Título                                        | Ano  | Álbum                         |
| --------------------------------------------- | ---- | ----------------------------- |
| "Capricho dos Deuses"                         | 1993 | Um Beijo pra Você             |
| "Menina"                                      | 1993 | Um Beijo pra Você             |
| "Total"                                       | 1993 | Um Beijo pra Você             |
| "Dia D"                                       | 1994 | Nada Vai Nos Separar          |
| "Crença"                                      | 1994 | Nada Vai Nos Separar          |
| "Gostoso Demais"                              | 1994 | Nada Vai Nos Separar          |
| "Amor Caliente"                               | 1994 | Nada Vai Nos Separar          |
| "Como?"                                       | 1995 | Nada Vai Nos Separar          |
| "Jeito Diferente"                             | 1995 | Nada Vai Nos Separar          |
| "Rainha do Baile"                             | 1995 | Netinho                       |
| "Brasileiro"                                  | 1996 | Netinho                       |
| "A Vida Não É Brincadeira"                    | 1996 | Netinho                       |
| "Preciso de Você"                             | 1996 | Netinho ao Vivo!              |
| "Milla"                                       | 1996 | Netinho ao Vivo!              |
| "Menina Linda"                                | 1997 | Netinho ao Vivo!              |
| "Pra Te Ter Aqui"                             | 1997 | Me Leva                       |
| "Fim de Semana"                               | 1998 | Me Leva                       |
| "Sonho Bom"                                   | 1998 | Me Leva                       |
| "Lugar Nenhum"                                | 1998 | Rádio Brasil                  |
| "Indecisão"                                   | 1999 | Rádio Brasil                  |
| "Circular 253"                                | 1999 | Rádio Brasil                  |
| "Pra Sempre Eu Vou te Amar"                   | 1999 | Clareou                       |
| "Música Baiana"                               | 2000 | Clareou                       |
| "Garotas do Brasil"                           | 2000 | Corpo / Cabeça                |
| "Fulana de Tal"                               | 2001 | Corpo / Cabeça                |
| "Nas Asas do Avião"                           | 2001 | Corpo / Cabeça                |
| "Dia de Sol"                                  | 2001 | Terra Carnavális              |
| "Amor Verdadeiro"                             | 2002 | Terra Carnavális              |
| "Abra a Sua Cabeça"                           | 2005 | Outra Versão                  |
| "Balanço Legal"                               | 2007 | Por Inteiro                   |
| "Onde Você Se Esconde" (part. Ivete Sangalo)  | 2007 | Por Inteiro                   |
| "Na Capoeira"                                 | 2008 | Minha Praia                   |
| "Na Brincadeira"                              | 2008 | Minha Praia                   |
| "Extrapolou"                                  | 2010 | Netinho e a Caixa Mágica      |
| "Apertadinho"                                 | 2010 | Netinho e a Caixa Mágica      |
| "Cidade Elétrica"                             | 2011 | Netinho e a Caixa Mágica      |
| "Paixão não Tem Cura" (part. Saulo Fernandes) | 2011 | Netinho e a Caixa Mágica      |
| "Vem de Salvador"                             | 2012 | Não adicionado à nenhum álbum |
| "Decolaê"                                     | 2014 | Beats, Baladas & Balanços     |
| "Bate Tum Tum Tum" (part. D-Snow)             | 2014 | Beats, Baladas & Balanços     |
| "Aliança" (part. Claudia Leitte)              | 2014 | Beats, Baladas & Balanços     |
| "Impossível" (part. Tomate)                   | 2015 | Beats, Baladas & Balanços     |
| "Deixa"                                       | 2015 | Beats, Baladas & Balanços     |
| "Somos Todos Um"                              | 2017 | Não adicionado à nenhum álbum |

### Como artista convidado
| Título                                       | Ano  | Álbum       |
| -------------------------------------------- | ---- | ----------- |
| "Sem Você" (Angélica part. Netinho)          | 1996 | Angélica    |
| "Química Perfeita" (Banda Eva part. Netinho) | 1996 | Beleza Rara |

## Outras aparições
| Título                             | Ano  | Outro(s) artista(s) | Álbum                                     |
| ---------------------------------- | ---- | --- | ----------------------------------------- |
| "Diamante"                         | 1994 | — | On the Road Again - MPB                   |
| "Água e Flor"                      | 1995 | Saul Barbosa | Bahia, Cidade Aberta                      |
| "Fiesta Brasileira (Mais Uma Vez)" | 1998 | Banda Eva, Cheiro de Amor, É o Tchan! e Zeca Pagodinho | SunDance                                  |
| "Um Frevo Novo"                    | 1996 | — | Axê, Caê! - Jovens Baianos Cantam Caetano |
| "Tropicália"                       | 1996 | Banda Eva, Asa de Águia, Cheiro de Amor, Ara Ketu, Banda Mel, Ricardo Chaves, Olodum, Márcia Freire, Gera Samba e Timbalada | Axê, Caê! - Jovens Baianos Cantam Caetano |
| "Caso Sério"                       | 1996 | — | Malhação                                  |
| "O Surdato 'Nnammurato"            | 1999 | — | Terra Nostra                              |
| "O Panda"                          | 1999 | — | A Arca dos Bichos                         |
| "A Arca"                           | 1999 | Ivete Sangalo, Sandy, Zeca Baleiro, Paulo Ricardo, Carla Visi, Claudinho & Buchecha, Beto Jamaica e Gil | A Arca dos Bichos                         |
| "Uau!"                             | 2000 | — | Doce 2000                                 |
| "Jesus Verbo não Substantivo"      | 2000 | Ivete Sangalo, Jota Quest, Claudinho & Buchecha, KLB, Maurício Manieri, Alexandre Pires, Daniel, Zezé Di Camargo & Luciano, Adryana Ribeiro, Bruno & Marrone, Chitãozinho & Xororó, Padre Marcelo Rossi, Padre Antônio Maria, Art Popular, Belo, Byafra, Chrystian & Ralf, Dudu Nobre, Exaltasamba, Jerry Adriani, Joanna, Karametade, Katinguelê, Molejo, Negritude Jr., Peninha, Pepê & Neném, Pixote, Os Travessos, Rodrigo Faro, Swing & Simpatia, Waguinho e Kiloucura | Jesus Verbo Não Substantivo               |
| "Sandra"                           | 2003 | — | A Música de Gilberto Gil                  |